# Jean Trémoulet

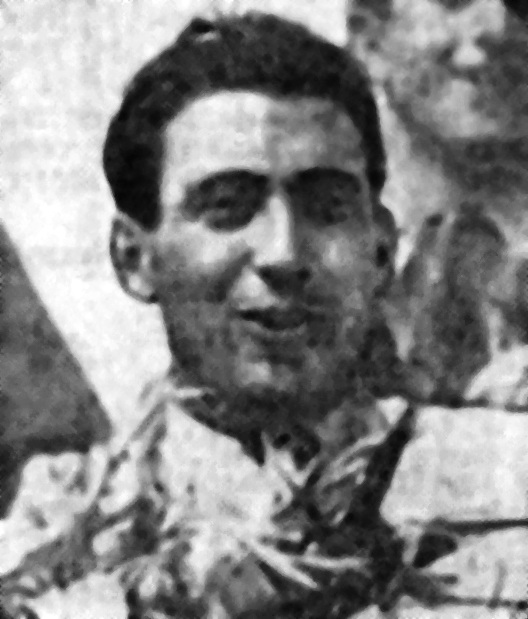
Trémoulet na zijn overwinning van de 24 uur van Le Mans in 1938

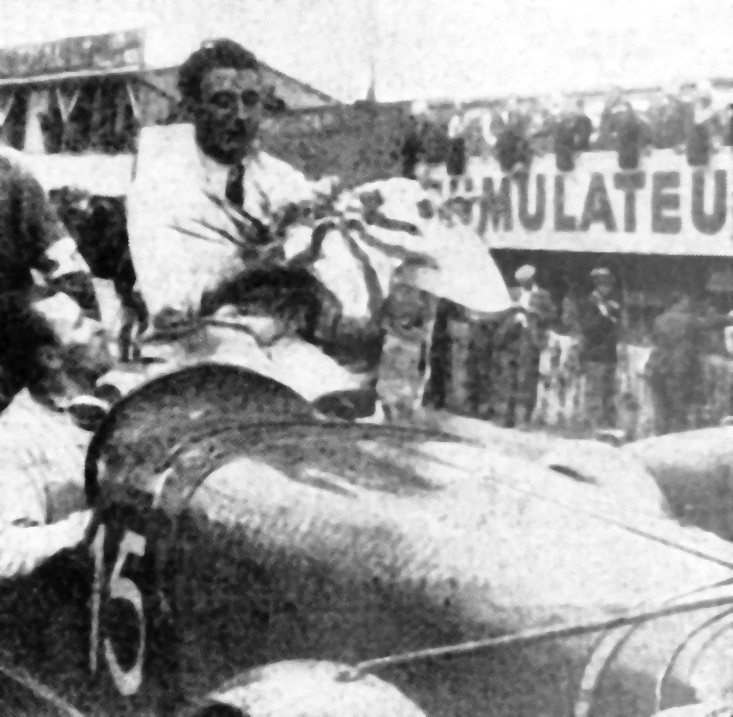
Chaboud (links) en Trémoulet met hun winnende Delahaye.

Jean Trémoulet (Vézac (Dordogne), 12 april 1909 - Sagelat, 13 oktober 1944) is een Franse autocoureur. Hij nam drie keer deel aan de 24 uur van Le Mans, van 1937 tot 1939. Hij won samen met Eugène Chaboud de editie van 1938 met een Delahaye 135 CS.